# 近澤まゆみ
近澤 まゆみ（ちかざわ まゆみ、1983年11月17日-）は、日本のAV女優。

## 人物
バンビプロモーション所属。2010年に黒髪の人妻系としてAVデビュー。特技は会計学、物理、化学。趣味は旅行。

## 作品
2010年
- 「黒髪で清楚な僕の妻にいたずらしてくれませんか」（7月23日、プレステージ）[3]
- 「黒髪で清楚な僕の妻にいたずらしてくれませんか 2」（8月24日、プレステージ）[3]
- 「山の手 美人妻 北川真紀26歳の章」（8月4日、KIプランニング）※北川真紀名義
- 「このオンナ妻につき1」（9月8日、プレステージ）[3][1]
- 「肉欲若奥様 瑞穂」 （9月17日、KIプランニング）※瑞穂名義
- 「黒髪の不倫妻」（12月2日、マドンナ）[2]
- 「OLハンティング VOL.04」（12月7日、桃太郎映像出版）オムニバス作品
- 「人妻恥悦旅行 人妻肉体代償編」（12月16日、グローリークエスト）[3]

2011年
- 「ミスか○くら 麻生まどか（仮名）26歳」（1月8日、ディープス）※麻生まどか名義[1]
- 「キャリア系OLのいやらしい営み」（1月13日、オーロラプロジェクト）[3]
- 「舞ワイフ～セレブ倶楽部～19」（2月19日、AROUND）※叶琴音名義
- 「屈服と凌辱 悦楽のキャリア系OL」（3月21日、オーロラ・プロジェクト）[3]
- 「変態淫妻交尾　北川真紀」（5月2日、KIプランニング）※北川真紀名義
- 「高飛車ミスコン女教師」（5月19日、ヒビノ）[3]
- 「犯しがいのある色白美乳で高学歴のインテリ女」（5月19日、ヒビノ）[1]
- 「ミスか○くらとカッチカチ巨大チ○ポ軍団がイク！中出し温泉バスツアー」（5月19日、ディープス）※麻生まどか名義[1]
- 「本物! 本物美人女子アナウンサー 2 アクメで白目の超お嬢様アナ 高島理央」（5月19日、サディスティックヴィレッジ）※高島理央名義[1]
- 「嫁は女子アナ ～超どMなインテリ系人気アナウンサーはほぼ俺の奴隷～」（6月4日、サディスティックヴィレッジ）※高島理央名義[1]
- 「恋する花嫁　有沢知佳子」（6月9日、DMMオリジナル動画）※有沢知佳子名義
- 「奥まで挿入され犯されて咽び泣きながらも感じてしまう人妻の白い肌」（6月18日、ヒビノ）[3][1]
- 「野獣3P キャリア系OL まゆみ」（6月25日、オーロラ・プロジェクト）[3]
- 「背徳相姦遊戯 義父と嫁 #06」（7月10日、グローバルメディアエンタテインメント）[3]
- 「淫美働女陵辱 第二巻」（7月18日、KIプランニング）※遠山友利子名義
- 「STRIKE ‘介護士だと偽り金を巻き上げる詐欺女は被害者のチ○ぽでやられて当然だ’」（7月21日、グローリークエスト）[3][1]
- 「奥様 ごちそうさまでした （3人目）」（8月20日、F＆A）※無名で出演
- 「ケモノたちの宴 罠に堕とされたエリートOL 狂い死にするほど犯されて」（8月25日、オーロラ・プロジェクト）[3]
- 「ミスか○くらお貸しします 麻生まどか（仮名）第三弾」（9月8日、ディープス）※麻生まどか名義
- 「実家に帰省したワケあり専業主婦がしかける」（10月6日、DANDY）※無名で出演
- 「女弁護士を薬で眠らせている間にハメたら目覚めた瞬間！！！感じまくって焦った」（11月19日、ナチュラルハイ）※無名で出演
- 「きもち良すぎて白目をむくの。」（12月19日、乱丸）[3]

2012年
- 恋する花嫁 有沢千佳子（7月31日、恋する花嫁）[1]